# Jose ben Judah
Jose ben Judah (o Rabbi Jose figlio di Rabbi Judah; in ebraico רבי יוסי ברבי יהודה ‎?, lett. Rabbi Yossi beRabbi [figlio di  Rabbi] Yehuda) (Israele, II secolo – ...) era un rinomato saggio ebreo, rabbino Tanna della 5ª generazione (170 - 200 e.v.), principalmente noto per le sue dispute con Judah il Principe.
Uno dei suoi detti rimane controverso, dove Jose insiste che il proselita deve dimostrare la sua volontà di accettare i precetti dei saggi anche nella loro capacità di interpreti della Legge. Jose, come suo padre Judah ben 'Ilai, grazie anche agli insegnamenti di quest'ultimo, fu depositario di molte antiche tradizioni che appaiono nella letteratura col suo nome.